# Malacoptila fusca
A Malacoptila fusca a madarak (Aves) osztályának harkályalakúak (Piciformes) rendjébe, ezen belül a bukkófélék (Bucconidae) családjába tartozó faj.

## Rendszerezése
A fajt Johann Friedrich Gmelin német természettudós írta le 1788-ban, a Bucco nembe Bucco fuscus néven.

## Alfajai
- Malacoptila fusca fusca (J. F. Gmelin, 1788)
- Malacoptila fusca venezuelae Phelps & Phelps Jr, 1947[2]

## Előfordulása
Dél-Amerikában, Brazília, Ecuador, Kolumbia, Francia Guyana, Guyana, Peru, Suriname és Venezuela honos. Természetes élőhelyei a szubtrópusi és trópusi síkvidéki esőerdők, folyók és patakok környékén, valamint ültetvények és másodlagos erdők. Állandó, nem vonuló faj.

## Megjelenése
Testhossza 19 centiméter, testtömege 39-45 gramm.

## Természetvédelmi helyzete
Az elterjedési területe rendkívül nagy, egyedszáma pedig stabil. A Természetvédelmi Világszövetség Vörös listáján nem fenyegetett fajként szerepel.